# 雷娜特·格奇尔
雷娜特·格奇尔（德語：Renate Götschl，1975年8月6日—），奥地利女子高山滑雪运动员。她曾代表奥地利参加1994年、1998年、2002年和2006年冬季奥林匹克运动会高山滑雪比赛，共获得一枚银牌和一枚铜牌。